# Traité d'Addis-Abeba
Le traité d’Addis-Abeba est signé le 26 octobre 1896 à Addis-Abeba, Empire éthiopien, entre le royaume d'Italie et l'empire d'Éthiopie. Il clôt la première guerre italo-éthiopienne à la suite de la victoire éthiopienne à Adoua. Le traité est rédigé en amharique et en français afin d'éviter toute ambiguïté. La non-correspondance des deux versions italienne et amharique du traité de Wuchale avait en effet été à l'origine du conflit.
Ce traité assure à l'Empire éthiopien son indépendance et la fin des ambitions coloniales italiennes en Éthiopie. L'Italie parvient néanmoins à maintenir sous sa souveraineté le territoire érythréen. Le traité abroge officiellement celui de Wuchale.
Le docteur Nerazzini, représentant du royaume d'Italie, arrive à Harar le 10 septembre, où il est reçu par le ras Makonnen. Le 6 octobre, il arrive à Addis-Abeba avec une escorte de 600 hommes armés que le négus avait envoyée au-devant de lui.
Il est reçu par l'empereur d'Éthiopie qui convoque également, pour assister aux négociations, les principaux chefs qui se trouvent dans le voisinage de sa résidence. 
Après vingt jours de pourparlers, le négus et le représentant de l'Italie signent deux accords :
- le traité de paix entre le royaume d'Italie et l'empire d'Éthiopie
- la convention relative à la reddition des prisonniers de guerre italiens

## Texte intégral du traité de paix entre le royaume d'Italie et l'empire d'Éthiopie
« Au nom de la Très Sainte-Trinité, S. M. Humbert Ier Roi d'Italie, et S. M. Ménélik II, Empereur d'Éthiopie, désireux de mettre fin à la guerre et de faire revivre leur ancienne amitié, ont stipulé le traité suivant : 
Pour conclure ce traité, Sa Majesté le Roi d'Italie a délégué, comme son envoyé plénipotentiaire, le major docteur César Nerazzini, chevalier des saints Maurice et Lazare, officier de la Couronne d'Italie. 
Les pleins pouvoirs du major Nerazzini ayant été reconnus en bonne et due forme, Son Excellence le major Nerazzini, au nom de Sa Majesté le Roi d'Italie et Sa Majesté Ménélik II, Empereur d'Éthiopie et du pays Galla, en son propre nom, sont convenus et ont conclu les articles suivants : 
L'état de guerre entre l'Italie et l'Éthiopie a pris fin définitivement. En conséquence, il y aura paix et amitié perpétuelles entre Sa Majesté le Roi d'Italie et Sa Majesté l’Empereur d'Éthiopie, ainsi qu'entre leurs successeurs et sujets. 
Le traité conclu à Ucciali, le 25 miazia 1881 (correspondant au 2 mai 1889) est et demeure définitivement annulé, ainsi que ses annexes. 
L’Italie reconnaît l'indépendance absolue et sans réserve de l'Empire d'Éthiopie, comme État souverain et indépendant. 
Les deux Puissances contractantes, n'ayant pu se mettre d'accord sur la question de la frontière, et désireuses cependant de conclure la paix sans délai et d'assurer ainsi à leurs pays les bienfaits de la paix, il a été convenu que, dans le délai d'un an à dater de ce jour, des délégués de confiance de Sa Majesté le Roi d'Italie et de Sa Majesté l'Empereur d'Éthiopie établiront par une entente amicale les frontières définitives. 
Jusqu'à ce que ces frontières aient été ainsi fixées, les deux parties contractantes conviennent d'observer le statu quo s'interdisant strictement de part et d'autre de dépasser la frontière provisoire, déterminée par le cours des rivières du Mareb, la Belesa et de la Mouna.
Jusqu'à ce que le Gouvernement italien et le Gouvernement éthiopien aient, d'un commun accord, fixé leurs frontières définitives, le Gouvernement italien s’engage à ne faire des cessions quelconques de territoire à aucune autre puissance. Au cas où il voudrait abandonner de sa propre volonté une partie du territoire qu’il détient, il en ferait remise à l’Éthiopie. 
Dans le but de favoriser les rapports commerciaux et industriels entre l'Italie et l'Éthiopie, des accords ultérieurs pourront être conclus entre les deux Gouvernements. 
Le présent traité sera porté à la connaissance des autres Puissances par les soins des deux Gouvernements contractants. 
Le présent traité devra être ratifié par le Gouvernement italien dans le délai de trois mois, à dater de ce jour. 
Le présent traité de paix, conclu en ce jour, sera écrit en amharique et en français, les deux textes absolument conformes, et fait en deux exemplaires signés des deux parties, dont l'un restera entre les mains de Sa Majesté le Roi d'Italie et l'autre entre les mains de Sa Majesté l'Empereur d'Éthiopie. 
Étant bien d'accord sur les termes de ce traité. Sa Majesté Ménélik II, Empereur d'Éthiopie, en son propre nom, et Son Excellence le major docteur César Nerazzini, au nom de Sa Majesté le Roi d'Italie, l’ont approuvé et revêtu de leurs sceaux. 
Fait à Adis-Abeba, le 17 Te-Kemt 1889 (correspondant au 26 octobre 1896). 
- (L. S.) Major César Nerazzini, Ministre plénipotentiaire de S. M. le Roi d'Italie,
- Sceau de S. M. l'Empereur Ménélik. »[1]

## Convention relative à la reddition des prisonniers de guerre italiens
« Au nom de la Très Sainte-Trinité ! 
Entre Sa Majesté Ménélik II, Empereur d'Éthiopie et des pays Galla, et Son Excellence le major docteur César Nerazzini, envoyé plénipotentiaire de Sa Majesté Humbert P', Roi d'Italie, a été convenue et conclue la présente convention : 
Comme conséquence du traité de paix entre le Royaume d'Italie et l'Empire d'Éthiopie, signé en ce jour, les prisonniers de guerre italiens retenus en Éthiopie sont déclarés libres. Sa Majesté l'Empereur d'Éthiopie s'engage à les réunir dans le plus bref délai possible et à les remettre à Harrar au plénipotentiaire italien, aussitôt que le traité de paix aura été ratifié. 
Pour faciliter le rapatriement de ces prisonniers de guerre et leur assurer tous les soins nécessaires, Sa Majesté l'Empereur d'Éthiopie autorise un détachement de la Croix-Rouge italienne à venir jusqu'à Gueldessa. 
Le plénipotentiaire de Sa Majesté le Roi d'Italie, ayant spontanément reconnu que les prisonniers étaient l’objet de la plus grande sollicitude de la part de Sa Majesté l'Empereur d'Éthiopie, constate que leur entretien a entraîné des dépenses considérables et que de ce fait le Gouvernement italien est redevable envers Sa Majesté des sommes correspondant à ces dépenses. 
Sa Majesté l'Empereur d'Éthiopie déclare s'en remettre à l'équité du Gouvernement italien pour l’indemniser de ces sacrifices. 
En foi de quoi, Sa Majesté l'Empereur d'Éthiopie, en son propre nom, et Son Excellence le docteur César Nerazzini, au nom de Sa Majesté* le Roi d'Italie, ont approuvé et revêtu de leurs sceaux la présente convention. 
Fait à Adis-Abeba, le 17 Te-Kemt 1889 (correspondant au 26 octobre 1896). 
- (L. S.) Major César Nerazzini, Ministre plénipotentiaire de S. M. le Roi d'Italie,
- Sceau de S. M. l'Empereur d'Éthiopie. »[2]

### Sources
- André Jean Joachim Augustin Pellenc, Les Italiens en Afrique (1880-1896), L. Baudoin, 1897.
- Richard Pankhurst, The Ethiopians: A History, Wiley-Blackwell, 2001, page 192.